# Guccio Gucci
Guccio Gucci (1881–1953) là một doanh nhân, nhà thiết kế thời trang nổi tiếng người Ý và là người sáng lập nên nhãn hiệu thời trang The House of Gucci hay với tên ngắn gọn là Gucci.

## Sáng lập ra Gucci
Gucci sinh ngày 26 tháng 3 năm 1881 ở Firenze, là con trai của một thương gia người Ý miền Bắc của nước Ý.
Ông thành lập hãng Gucci tại Firenze vào năm 1906, khi đấy mới chỉ là 1 cửa hàng nhỏ bán đồ da. Ngay từ khi khởi nghiệp, ông đã chú ý việc thuê những người thợ thủ công tốt nhất ông có thể tìm thấy về làm việc trong xưởng. Ông bắt đầu bán túi da cho người cưỡi ngựa trong những năm 1920 và đã nhanh chóng xây dựng danh tiếng về chất lượng của mình khi còn rất trẻ.
Năm 1938, Gucci mở rộng kinh doanh của mình tới Roma. Việc kinh doanh của một mình Guccio Gucci nhanh chóng chuyển sang mô hình kinh doanh gia đình, khi con trai của ông là Aldo, Vasco, Ugo và Rodolfo gia nhập công ty. Năm 1951, Gucci mở cửa hàng tại Milano và hai năm sau, công ty mở rộng ở nước ngoài với sự ra đời của các cửa hàng ở Manhattan.
Trong nhiều năm cuối cuộc đời, Guccio Gucci sống gần Rusper, West Sussex, Anh. Ông qua đời ngày 2 tháng 1 năm 1953 tại Firenze, Ý.